# Reprezentacja Kraju Basków w piłce nożnej mężczyzn

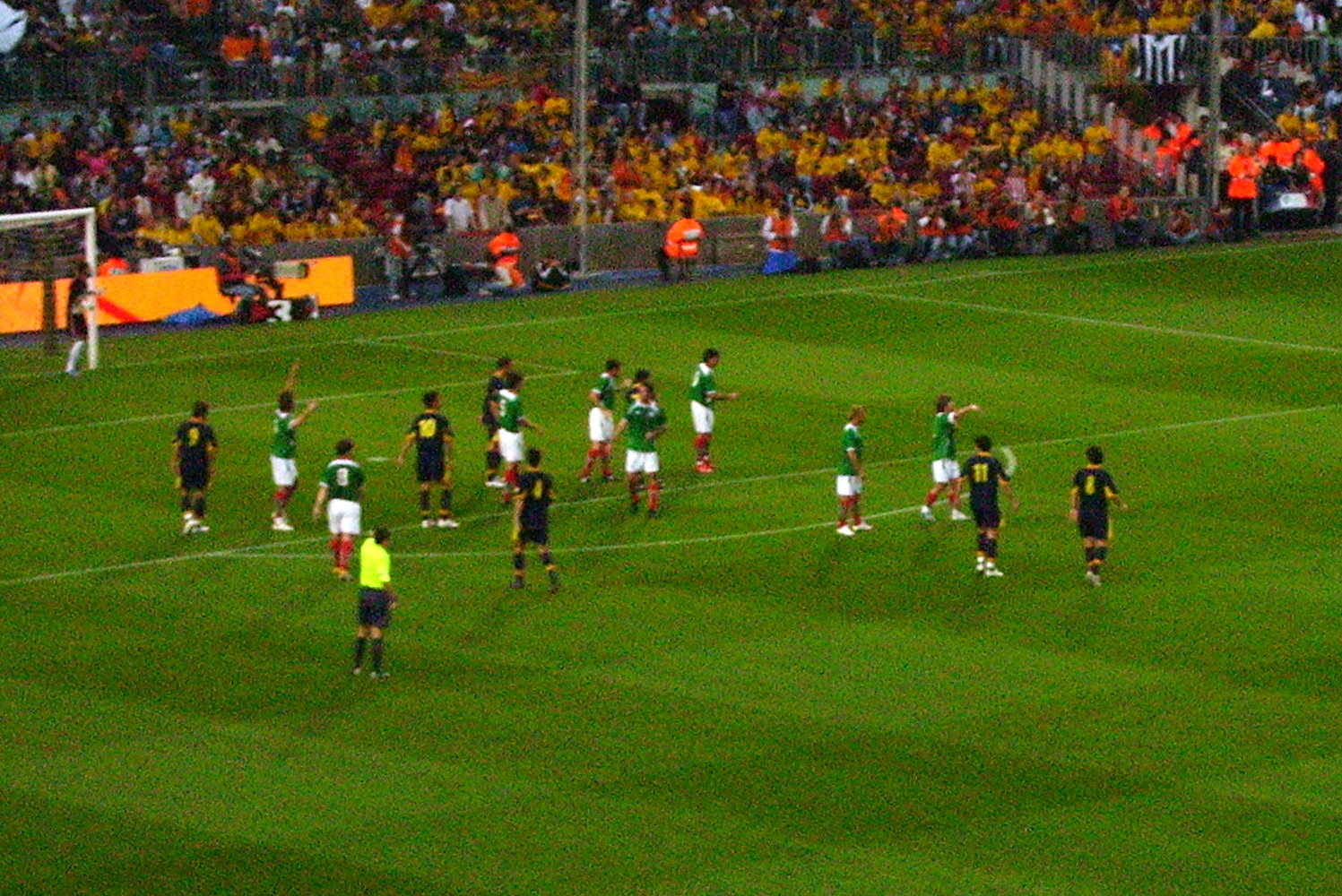
Mecz Katalonia – Kraj Basków na Camp Nou

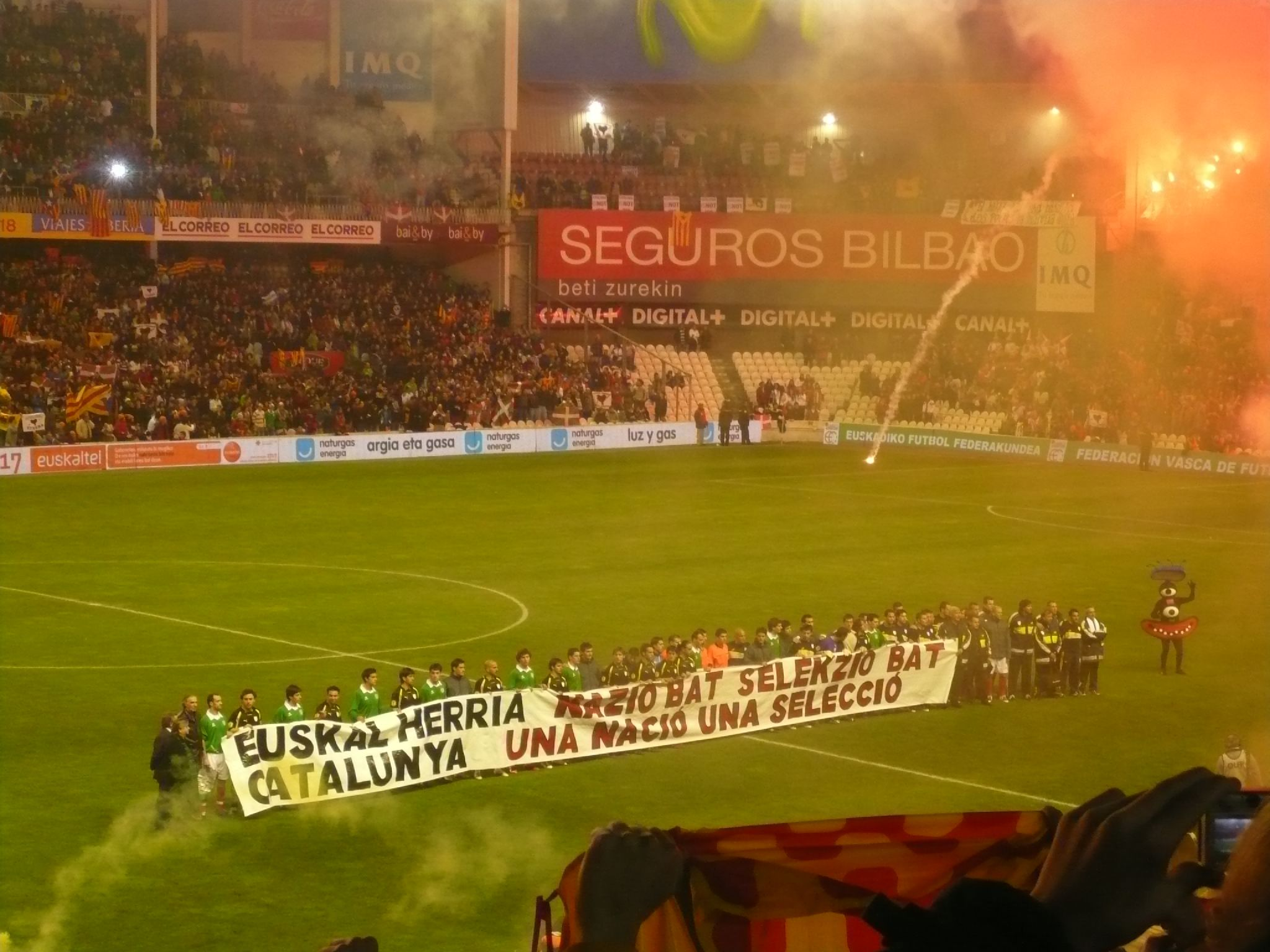
Prezentacja przed meczem Kraj Basków – Katalonia na San Mamés

Ikurrina – flaga Baskonii

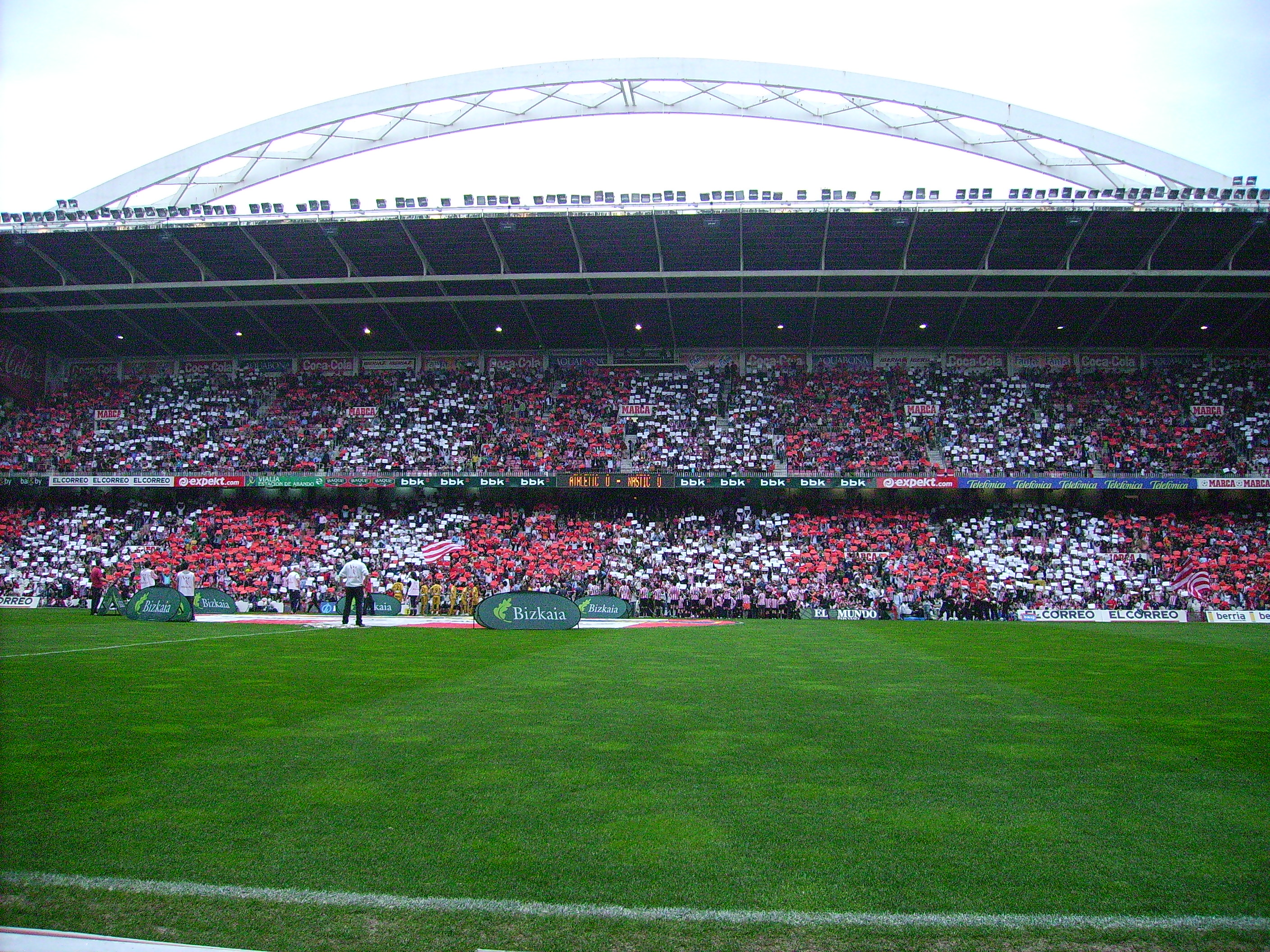
Stadion San Mamés w Bilbao

Reprezentacja Baskonii w piłce nożnej – niezrzeszona w FIFA ani UEFA drużyna reprezentująca położoną w Hiszpanii wspólnotę autonomiczną Baskonia. Jednocześnie do drużyny powoływani są zawodnicy baskijskiego pochodzenia wywodzący się również z całego obszaru Baskonii, tj. także z Nawarry oraz francuskiej części baskijskiego terytorium. W rezultacie różne były też nazwy owej drużyny. Nazwa Euskadi (lata 1999–2007) nawiązywała do Kraju Basków w wąskim znaczeniu, Euskal Herria (2007) w szerokim, zaś od 2010 używana jest neutralna nazwa Euskal Selekzioa (baskijska reprezentacja).
Drużyną kieruje Baskijska Federacja Piłkarska (bask. Euskadiko Futbol Federakundea).

## Historia
Debiut baskońskiej drużyny miał miejsce 3 stycznia 1915 roku, kiedy to na San Mamés w Bilbao gospodarze pokonali reprezentację Katalonii 6:1. W latach 1915–1916, a także w latach 1930–1931 obie reprezentacje mierzyły się w seriach spotkań. W roku 1937 drużyna z Baskonii odstąpiła od tej reguły i za namową José Antonio Aguirre, ówczesnego prezydenta Kraju Basków, a wcześniej piłkarza Athleticu Bilbao, rozpoczęła cykl spotkań wyjazdowych. Miało to na celu uzyskanie funduszy na rzecz sprawy Basków podczas hiszpańskiej wojny domowej. Drużyna Kraju Basków rozegrała między innymi spotkania z klubami z ligi radzieckiej. W 1937 roku miał również miejsce mecz przeciwko reprezentacji Śląska, który rozegrano w Katowicach, a w którym 4:3 zwyciężyli goście. Począwszy od połowy roku 1937 Baskowie regularnie rozgrywali spotkania z klubami i lokalnymi reprezentacjami z Meksyku i Kuby. Reprezentacja Kraju Basków wzięła nawet udział w meksykańskiej Primera División w sezonie 1938/1939, gdzie zajęła drugie miejsce.
W okresie dyktatury generała Francisco Franco występy reprezentacji lokalnych, takich jak drużyny Kraju Basków, Katalonii, Galicji, czy Asturii były całkowicie zakazane.
Na ponowne występy Euskadi trzeba było czekać do roku 1979. Od tego czasu reprezentacja Baskonii regularnie potykała się w okresie świątecznym z drużynami z Europy, Afryki, czy Ameryki Południowej, jednak w przeciwieństwie do swojego katalońskiego odpowiednika, na San Mamés nigdy nie przyjechały najlepsze drużyny świata, jak choćby Brazylia, czy Argentyna.
Drużyna złożona z amatorów i graczy Tercera División występująca pod szyldem Kraju Basków zwyciężyła w organizowanym w 2005 roku przez UEFA Pucharze Regionów, pokonując w finale drużynę z zachodniej Sofii. Jest to, jak do tej pory, jedyne trofeum wywalczone przez reprezentację Kraju Basków.

## Aktualny skład
Skład powołany na ostatni, jak dotąd, mecz drużyny Kraju Basków przeciwko Boliwii (29 grudnia 2012 r.). Wszystkie informacje aktualne na dzień 30 grudnia 2012 r.
| #          | Zawodnik            | Data urodzenia | Klub            | Występy (gole) | Debiut                                 |           |
| Bramkarze  | Bramkarze           | Bramkarze      | Bramkarze       | Bramkarze      | Bramkarze                              | Bramkarze |
| ---------- | ------------------- | -------------- | --------------- | -------------- | -------------------------------------- | --------- |
| 1          | Gorka Iraizoz       | 6.03.1981      | Athletic Bilbao | 7 (0)          | vs. Honduras – 29 grudnia 2004 r.      |           |
| 13         | Eñaut Zubikarai     | 28.02.1984     | Real Sociedad   | 1 (0)          | vs. Boliwia – 29 grudnia 2012 r.       |           |
| Obrońcy    |                     |                |                 |                |                                        |           |
| 2          | Andoni Iraola       | 22.06.1982     | Athletic Bilbao | 8 (0)          | vs. Urugwaj – 27 grudnia 2003 r.       |           |
| 3          | Mikel Balenziaga    | 29.02.1988     | Real Valladolid | 1 (0)          | vs. Boliwia – 29 grudnia 2012 r.       |           |
| 5          | Mikel González      | 24.09.1985     | Real Sociedad   | 5 (0)          | vs. Wenezuela – 20 czerwca 2007 r.     |           |
| 6          | Iñigo Martínez      | 17.05.1991     | Real Sociedad   | 2 (0)          | vs. Tunezja – 28 grudnia 2011 r.       |           |
| 12         | Carlos Martínez     | 9.04.1986      | Real Sociedad   | 1 (0)          | vs. Boliwia – 29 grudnia 2012 r.       |           |
| 14         | Mikel Labaka        | 10.08.1980     | Rayo Vallecano  | 8 (1)          | vs. Kamerun – 28 grudnia 2005 r.       |           |
| 15         | Xabier Castillo     | 29.03.1986     | Athletic Bilbao | 1 (0)          | vs. Boliwia – 29 grudnia 2012 r.       |           |
| 16         | Oier Sanjurjo       | 25.05.1986     | CA Osasuna      | 3 (0)          | vs. Wenezuela – 29 grudnia 2010 r.     |           |
| [ 4 ]      | Fernando Amorebieta | 29.03.1985     | Athletic Bilbao | 4 (0)          | vs. Wenezuela – 20 lipca 2007 r.       |           |
| [ 5 ]      | Jon Aurtenetxe      | 3.01.1992      | Athletic Bilbao | 1 (0)          | vs. Tunezja – 28 grudnia 2011 r.       |           |
| Pomocnicy  |                     |                |                 |                |                                        |           |
| 4          | Xabi Alonso         | 25.11.1981     | Real Madryt     | 5 (0)          | vs. Ghana – 29 grudnia 2001 r.         |           |
| 7          | Xabi Prieto         | 29.09.1983     | Real Sociedad   | 9 (0)          | vs. Honduras – 29 grudnia 2004 r.      |           |
| 8          | Beñat Etxebarria    | 19.02.1987     | Real Betis      | 2 (0)          | vs. Tunezja – 28 grudnia 2011 r.       |           |
| 11         | Ibai Gómez          | 11.11.1989     | Athletic Bilbao | 1 (1)          | vs. Boliwia – 29 grudnia 2012 r.       |           |
| 17         | Mikel Rico          | 4.11.1984      | Granada CF      | 2 (0)          | vs. Tunezja – 28 grudnia 2011 r.       |           |
| 18         | Markel Susaeta      | 14.12.1987     | Athletic Bilbao | 3 (0)          | vs. Wenezuela – 29 grudnia 2010 r.     |           |
| [ 4 ]      | José Javier Barkero | 28.04.1979     | Levante UD      | 1 (0)          | vs. Tunezja – 28 grudnia 2011 r.       |           |
| [ 4 ]      | Asier Illarramendi  | 8.03.1990      | Real Sociedad   | 0 (0)          |                                        |           |
| Napastnicy |                     |                |                 |                |                                        |           |
| 9          | Aritz Aduriz        | 11.02.1981     | Athletic Bilbao | 7 (7)          | vs. Katalonia – 8 października 2006 r. |           |
| 10         | Gaizka Toquero      | 9.08.1984      | Athletic Bilbao | 4 (2)          | vs. Wenezuela – 29 grudnia 2010 r.     |           |
| 19         | Kike Sola           | 25.02.1986     | CA Osasuna      | 2 (0)          | vs. Estonia – 25 maja 2011 r.          |           |
| 20         | Imanol Agirretxe    | 24.02.1987     | Real Sociedad   | 3 (1)          | vs. Wenezuela – 29 grudnia 2010 r.     |           |

### Ustawienie na mecz z reprezentacją Boliwii (2012)
| Iraizoz I. Martínez M. GonzálezBalenziagaIraolaEtxebarriaAlonsoGomezPrietoToqueroAdurizI połowa | Zubikarai ('73) I. Martínez Labaka ('46)Castillo ('73)C. Martínez ('46)Rico ('46)Sanjurjo ('46)Barkero ('62)Susaeta ('46)Agirretxe ('73)Sola ('46)II połowa |

## Lista spotkań
| Występy reprezentacji Kraju Basków | Występy reprezentacji Kraju Basków   | Występy reprezentacji Kraju Basków | Występy reprezentacji Kraju Basków | Występy reprezentacji Kraju Basków | Występy reprezentacji Kraju Basków                                         |
| Data | Stadion, miasto                      | Gospodarz                          | Wynik                              | Gość                               | Bramki dla Euskadi                                                         |
| --- | ------------------------------------ | ---------------------------------- | ---------------------------------- | ---------------------------------- | -------------------------------------------------------------------------- |
| 3 stycznia 1915 | San Mamés, Bilbao                    | Kraj Basków                        | 6–1                                | Katalonia                          |                                                                            |
| 7 lutego 1915 | Indústria, Barcelona                 | Katalonia                          | 2–2                                | Kraj Basków                        |                                                                            |
| 12 maja 1915 | Atlético, Madryt                     | Kraj Basków                        | 1–0                                | Katalonia                          |                                                                            |
| 14 maja 1915 | Madryt                               | Hiszpania centralna                | 1–1                                | Kraj Basków                        |                                                                            |
| 21 maja 1916 | Indústria, Barcelona                 | Katalonia                          | 1–3                                | Kraj Basków                        |                                                                            |
| 22 maja 1916 | Indústria, Barcelona                 | Katalonia                          | 0–0                                | Kraj Basków                        |                                                                            |
| 4 czerwca 1916 | San Mamés, Bilbao                    | Kraj Basków                        | 5–0                                | Katalonia                          |                                                                            |
| 8 czerwca 1930 | Montjuïc, Barcelona                  | Katalonia                          | 0–1                                | Kraj Basków                        |                                                                            |
| 1 stycznia 1931 | San Mamés, Bilbao                    | Kraj Basków                        | 3–2                                | Katalonia                          |                                                                            |
| 25 kwietnia 1937 | Paryż                                | Racing Paris                       | 0–3                                | Kraj Basków                        |                                                                            |
| 9 maja 1937 | Tuluza                               | Racing Paris                       | 3–3                                | Kraj Basków                        |                                                                            |
| maj 1937 | Praga                                | Czechy                             | 3–2                                | Kraj Basków                        |                                                                            |
| maj 1937 | Paryż                                | Racing Paris                       | 2–3                                | Kraj Basków                        |                                                                            |
| 23 maja 1937 | Marsylia                             | Olympique Marsylia                 | 1–5¹                               | Kraj Basków                        |                                                                            |
| 30 maja 1937 | Sète                                 | Sète                               | 3–1                                | Kraj Basków                        |                                                                            |
| czerwiec 1937 | Praga                                | Czechosłowacja                     | 2–1                                | Kraj Basków                        |                                                                            |
| czerwiec 1937 | Katowice                             | Śląsk                              | 3–4                                | Kraj Basków                        |                                                                            |
| 24 czerwca 1937 | Moskwa                               | Lokomotiw Moskwa                   | 1–5                                | Kraj Basków                        |                                                                            |
| 27 czerwca 1937 | Moskwa                               | Dinamo Moskwa                      | 1–2                                | Kraj Basków                        |                                                                            |
| 30 czerwca 1937 | Moskwa                               | Dinamo Leningrad                   | 2–2                                | Kraj Basków                        |                                                                            |
| 4 lipca 1937 | Moskwa                               | Dinamo Moskwa                      | 4–7                                | Kraj Basków                        |                                                                            |
| 8 lipca 1937 | Moskwa                               | Spartak Moskwa                     | 6–2                                | Kraj Basków                        |                                                                            |
| 15 lipca 1937 | Kijów                                | Dynamo Kijów                       | 1–3                                | Kraj Basków                        |                                                                            |
| 24 lipca 1937 | Tbilisi                              | Dinamo Tbilisi                     | 0–2                                | Kraj Basków                        |                                                                            |
| 30 lipca 1937 | Tbilisi                              | Gruzińska SRR                      | 1–3                                | Kraj Basków                        |                                                                            |
| 9 sierpnia 1937 | Mińsk                                | Dynama Mińsk                       | 1–6                                | Kraj Basków                        |                                                                            |
| 22 sierpnia 1937 | Oslo                                 | Norwegia                           | 1–3                                | Kraj Basków                        |                                                                            |
| 27 sierpnia 1937 | Sarpsborg                            | norweskie AIF                      | 2–3                                | Kraj Basków                        |                                                                            |
| 29 sierpnia 1937 | Kopenhaga                            | Dania                              | 1–11                               | Kraj Basków                        |                                                                            |
| 1937 | Meksyk                               | Jalisco                            | 1–5                                | Kraj Basków                        |                                                                            |
| 1937 | Meksyk                               | Meksyk                             | 1–2                                | Kraj Basków                        |                                                                            |
| 28 listopada 1937 | Meksyk                               | Meksyk                             | 1–4                                | Kraj Basków                        |                                                                            |
| 5 grudnia 1937 | Meksyk                               | Meksyk                             | 1–2                                | Kraj Basków                        |                                                                            |
| 10 grudnia 1937 | Meksyk                               | Meksyk                             | 0–4                                | Kraj Basków                        |                                                                            |
| 1937 | Meksyk                               | C.F. Asturias i R.C. España        | 2–3                                | Kraj Basków                        |                                                                            |
| 1937 | Meksyk                               | Club Atlante                       | 0–3                                | Kraj Basków                        |                                                                            |
| 1937 | Meksyk                               | Club América                       | 2–2                                | Kraj Basków                        |                                                                            |
| 9 stycznia 1938 | Meksyk                               | Meksyk                             | 3–1                                | Kraj Basków                        |                                                                            |
| 16 stycznia 1938 | Hawana                               | Juventud Asturiana                 | 4–4                                | Kraj Basków                        |                                                                            |
| 23 stycznia 1938 | Hawana                               | Deportivo Gallego                  | 0–3                                | Kraj Basków                        |                                                                            |
| 28 stycznia 1938 | Hawana                               | Hawana                             | 0–2                                | Kraj Basków                        |                                                                            |
| 30 stycznia 1938 | Hawana                               | Juventud Asturiana                 | 2–3                                | Kraj Basków                        |                                                                            |
| 1938 | Valparaíso                           | Kraj Basków                        | ²                                  | Valparaíso                         |                                                                            |
| 29 maja 1938 | Hawana                               | Kuba                               | 0–4                                | Kraj Basków                        |                                                                            |
| 5 czerwca 1938 | Hawana                               | Hawana                             | 0–2                                | Kraj Basków                        |                                                                            |
| 20 czerwca 1938 | Hawana                               | Kuba                               | 3–4                                | Kraj Basków                        |                                                                            |
| 16 października 1938 | Meksyk                               | Meksyk                             | 8–4                                | Kraj Basków                        |                                                                            |
| 23 października 1938 | Meksyk                               | Meksyk                             | 2–6                                | Kraj Basków                        |                                                                            |
| 30 października 1938 | Meksyk                               | Meksyk                             | 1–3                                | Kraj Basków                        |                                                                            |
| W sezonie 1938/39 reprezentacja Kraju Basków brała udział w rozgrywkach ligi meksykańskiej. Bilans to: 13 zwycięstw, 1 remis, 3 porażki w 17 meczach. Stosunek bramek strzelonych do straconych wyniósł 65:37. |                                      |                                    |                                    |                                    |                                                                            |
| 16 sierpnia 1979 | San Mamés, Bilbao                    | Kraj Basków                        | 4–1                                | Irlandia                           |                                                                            |
| 23 grudnia 1979 | Estadio Atotxa, San Sebastián        | Kraj Basków                        | 4–0                                | Bułgaria                           |                                                                            |
| 31 sierpnia 1980 | Estadio Mendizorroza, Vitoria        | Kraj Basków                        | 1–5                                | Węgry                              |                                                                            |
| 10 maja 1988 | San Mamés, Bilbao                    | Kraj Basków                        | 4–0                                | Tottenham Hotspur F.C.             |                                                                            |
| 21 marca 1990 | San Mamés, Bilbao                    | Kraj Basków                        | 2–2                                | Rumunia                            | 29' J.A. Goikoetxea · 40' J. Urrutia                                       |
| 22 grudnia 1993 | Estadio Atotxa, San Sebastián        | Kraj Basków                        | 3–1                                | Boliwia                            | 24' J. Guerrero · 63', 86' J. Salinas                                      |
| 23 grudnia 1994 | San Mamés, Bilbao                    | Kraj Basków                        | 1–0                                | Rosja                              | 25' J. Guerrero                                                            |
| 22 grudnia 1995 | San Mamés, Bilbao                    | Kraj Basków                        | 1–1                                | Paragwaj                           | 25' J.Á. Ziganda                                                           |
| 26 grudnia 1996 | San Mamés, Bilbao                    | Kraj Basków                        | 3–1                                | Estonia                            | 33' J.Á. Ziganda · 61' I. Idiakez · 70' G. Andrinúa                        |
| 26 grudnia 1997 | San Mamés, Bilbao                    | Kraj Basków                        | 3–1                                | Jugosławia                         | 47', 79', 83' J. Guerrero                                                  |
| 22 grudnia 1998 | Estadio Atotxa, San Sebastián        | Kraj Basków                        | 5–1                                | Urugwaj                            | 49' Ó. de Paula · 51' I. Idiakez · 68', 88' J.Á. Ziganda · 82' J. Urrutia  |
| 29 grudnia 1999 | San Mamés, Bilbao                    | Kraj Basków                        | 5–1                                | Nigeria                            | 5' J. Guerrero · 49' G. Mendieta · 56', 59' Ó. de Paula · 70' J. de Pedro  |
| 29 grudnia 2000 | San Mamés, Bilbao                    | Kraj Basków                        | 3–2                                | Maroko                             | 9', 26' I. Urzaiz · 89' J. de Pedro                                        |
| 29 grudnia 2001 | San Mamés, Bilbao                    | Kraj Basków                        | 3–2                                | Ghana                              | 46' J. Pérez Bolo · 60', 67' Ó. de Paula                                   |
| 28 grudnia 2002 | San Mamés, Bilbao                    | Kraj Basków                        | 1–1                                | Macedonia                          | 75' J. Pérez Bolo                                                          |
| 27 grudnia 2003 | San Mamés, Bilbao                    | Kraj Basków                        | 2–1                                | Urugwaj                            | 44', 47' J. Pérez Bolo                                                     |
| 29 grudnia 2004 | San Mamés, Bilbao                    | Kraj Basków                        | 2–0                                | Honduras                           | 20', 35' F. Yeste                                                          |
| 28 grudnia 2005 | San Mamés, Bilbao                    | Kraj Basków                        | 0–1                                | Kamerun                            |                                                                            |
| 21 maja 2006 | San Mamés, Bilbao                    | Kraj Basków                        | 0–1                                | Walia                              |                                                                            |
| 8 października 2006 | Camp Nou, Barcelona                  | Katalonia                          | 2–2                                | Kraj Basków                        | 19' A. Aduriz · 64' F. Llorente                                            |
| 27 grudnia 2006 | San Mamés, Bilbao                    | Kraj Basków                        | 4–0                                | Serbia                             | 33'F. Yeste · 41' I. Urzaiz · 60' J. Sarriegi · 87' G. Uranga              |
| 20 czerwca 2007 | Estadio Polideportivo, San Cristóbal | Wenezuela                          | 3–4                                | Kraj Basków                        | 8' A. Aduriz · 20', 40' J. Etxeberria · 30' I. Gabilondo                   |
| 29 grudnia 2007 | San Mamés, Bilbao                    | Kraj Basków                        | 1–1                                | Katalonia                          | 69' A. Aduriz                                                              |
| 23 grudnia 2008 | San Mamés, Bilbao                    | Kraj Basków                        | —³                                 | Iran                               |                                                                            |
| 29 grudnia 2010 | San Mamés, Bilbao                    | Kraj Basków                        | 3–1                                | Wenezuela                          | 55' C. Gurpegi · 69' M. Labaka · 86' I. Muniain                            |
| 25 maja 2011 | Lilleküla Staadion, Tallinn          | Estonia                            | 1–2                                | Kraj Basków                        | 51', 62' A. Aduriz                                                         |
| 28 grudnia 2011 | San Mamés, Bilbao                    | Kraj Basków                        | 0–2                                | Tunezja                            |                                                                            |
| 29 grudnia 2012 | Anoeta, San Sebastián                | Kraj Basków                        | 6–1                                | Boliwia                            | 10', 16' A. Aduriz · 22', 57' G. Toquero · 27' I. Gómez · 90' I. Agirretxe |
| BILANS: 67 zwycięstw, 13 remisów i 13 porażek w 93 meczach. Stosunek bramek strzelonych do straconych to 289:148.                                                                                              |                                      |                                    |                                    |                                    |                                                                            |
| Przypisy: 1. lub 2–5. 2. Wynik nieznany, zwycięstwo Basków. 3. Mecz odwołano. |                                      |                                    |                                    |                                    |                                                                            |

## Trenerzy
| Trenerzy Euskadi | Trenerzy Euskadi       | Trenerzy Euskadi       |
| ---------------- | ---------------------- | ---------------------- |
| 1930–1931        | Amadeo Gartzia Salazar | Amadeo Gartzia Salazar |
| 1937             | Manuel López           | Manuel López           |
| 1937–1938        | Pedro Vallana          | Pedro Vallana          |
| 1979             | Andoni Elizondo        | Jesús Garay            |
| 1980             | José Antonio Irulegi   | José Antonio Irulegi   |
| 1988             | José Ángel Iribar      | Xabier Expósito        |
| 1990             | Txutxi Aranguren       | Txutxi Aranguren       |
| 1993             | Javier Irureta         | Javier Irureta         |
| 1993–2001        | José Ángel Iribar      | Xabier Exposito        |
| 2002             | José Ángel Iribar      |                        |
| 2003–2010        | José Ángel Iribar      | Mikel Etxarri          |
| 2011             | Javier Irureta         | Mikel Etxarri          |
| 2011–2018        | José María Amorrortu   | Mikel Etxarri          |
| Od 2019          | Javier Clemente        | Javier Clemente        |

## Rekordy
Dane aktualne na dzień 29 grudnia 2012 roku.

### Liczba występów
| 12 - Igor Gabilondo 11 - Joseba Etxeberria - Julen Guerrero 9 - Bittor Alkiza - Mikel Aranburu - Xabi Prieto - Aitor López Rekarte 8 - Agustín Aranzábal | - Andoni Iraola - Mikel Labaka - Asier Riesgo - Ismael Urzaiz 7 - Aritz Aduriz - Gorka Iraizoz - Javier de Pedro - Jose Antonio Pikabea 6 - Aitor Karanka - Gaizka Mendieta | 5 - Rafael Alkorta - Mikel Alonso - Xabi Alonso - Jon Pérez Bolo - Xabier Eskurza - Patxi Ferreira - Gaizka Garitano Aguirre - Jon Andoni Goikoetxea - Mikel González - Carlos Gurpegi - Iñigo Idiakez - Antonio Karmona - Fernando Llorente | - Josu Urrutia - Francisco Yeste - José Ángel Ziganda 4 - Alberto - Fernando Amorebieta - César Cruchaga - Imanol Etxeberria - Asier del Horno - Andoni Imaz - Iñigo Larrainzar - Óscar de Paula - Gaizka Toquero - Andoni Zubizarreta |

### Bramki
| 9 - Aritz Aduriz 6 - Julen Guerrero 5 - Óscar de Paula 4 - José Ángel Ziganda | 3 - Jon Pérez Bolo - Daniel Ruiz - Javier de Pedro - Julio Salinas - Ismael Urzaiz - Francisco Yeste 2 - Joseba Etxeberria - Iñigo Idiakez - Jesús Mari Satrustegi - Gaizka Toquero - Pello Uralde - Josu Urrutia | 1 - Imanol Agirretxe - Periko Alonso - José María Amorrortu - Genar Andrinúa - José Mari Bakero - Igor Gabilondo - Jon Andoni Goikoetxea - Ibai Gómez - Carlos Gurpegi - Santi Idigoras - Mikel Labaka - Fernando Llorente - Gaizka Mendieta - Iker Muniain - Josu Sarriegi - Gari Uranga - Jesús Mari Zamora |